# Canals de Mart

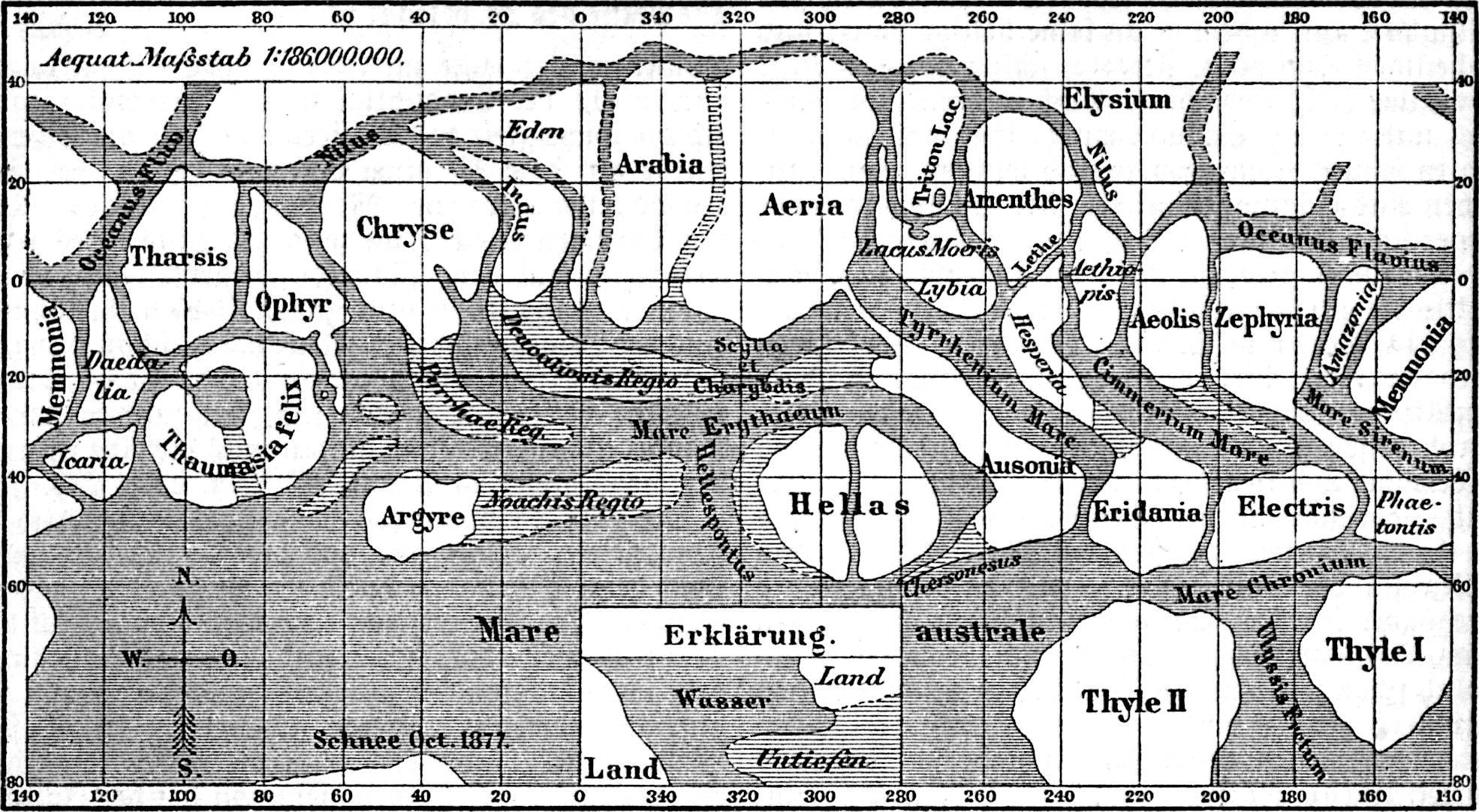
Mapa de Mart per Giovanni Schiaparelli.

Els canals de Mart són línies que diversos astrònoms han cregut veure en la superfície del planeta Mart.
Gairebé des del principi de les observacions telescòpiques, aquestes havien mostrat que en la superfície de Mart es trobaven grans regions brillants de color groguenc, a les quals es va anomenar "deserts", que cobrien les tres quartes parts del sòl del planeta.
El 1877, l'astrònom italià Giovanni Schiaparelli va observar que sobre aquestes regions es veien formacions rectilínies de color fosc, es va donar el nom de "canals". El 1908, l'astrònom nord-americà Percival Lowell, investigador de gran prestigi en el món de la ciència, va arribar a la conclusió que els canals havien estat construïts per éssers intel·ligents per portar l'aigua, que escassejava en la superfície marciana, des dels casquets polars fins a les regions desèrtiques.
Observacions més recents amb telescopis potents van demostrar que realment existien certs accidents geogràfics de traçat més o menys lineal en la superfície marciana. Aquests corresponien als anomenats canals de Lowell, però de cap manera posseïen les característiques descrites per ell.
Els canals artificials de l'astrònom nord-americà s'havien originat en un efecte òptic produït per les imperfeccions de les lents dels telescopis de l'època.